# Carlsberg Challenge 1986
Die Carlsberg Challenge 1986 war ein professionelles Snooker-Einladungsturnier der Saison 1986/87. Das Turnier wurde vom 15. bis zum 17. September 1985 in den RTÉ Studios im irischen Dublin ausgetragen. Sieger wurde der Nordire Dennis Taylor, der im Finale den Engländer Jimmy White mit 8:3 besiegte. Taylor spielte zudem mit einem 138er-Breaks das höchste Break des Turnieres.

## Preisgeld
Sponsor des im Fernsehen übertragenen Turnieres war die Brauerei Carlsberg, die insgesamt 31.000 Pfund Sterling ausschüttete, von denen knapp zwei Fünftel auf den Sieger entfielen.
|              | Preisgeld |
| ------------ | --------- |
| Sieger       | 12.000 £  |
| Finalist     | 8.000 £   |
| Halbfinalist | 5.500 £   |
| Insgesamt    | 31.000 £  |

## Turnierverlauf
Zum Turnier wurden vier Spieler eingeladen, die im K.-o.-System um den Turniersieg spielten. Dabei wurden die Halbfinalspiele im Modus Best of 9 Frames ausgetragen, während das Endspiel über maximal 15 Frames ging.

|  | Halbfinale Best of 9 Frames | Halbfinale Best of 9 Frames |               |             | Finale Best of 15 Frames | Finale Best of 15 Frames |
|  |                             |                             |               |             |                          |                          |
|  |                             |                             |               |             |                          |                          |
|  | Dennis Taylor               | 5                           |               |             |                          |                          |
|  | Joe Johnson                 | 3                           |               |             |                          |                          |
|  |                             |                             | Dennis Taylor | 8           |                          |                          |
|  |                             |                             |               | Jimmy White | 3                        |                          |
|  | Jimmy White                 | 5                           |               |             |                          |                          |
|  | Alex Higgins                | 1                           |               |             |                          |                          |
|  |                             |                             |               |             |                          |                          |

### Finale
Der Nordire und Weltmeister des Vorjahres Dennis Taylor hatte bei seiner ersten Turnierteilnahme direkt das Finale erreicht und traf mit dem Engländer Jimmy White auf den Sieger der vergangenen beiden Ausgaben. Taylor hatte im Halbfinale den amtierenden Weltmeister Joe Johnson besiegt, während White mit einem Sieg über den Vorjahresfinalisten Alex Higgins das Endspiel erreicht hatte.
Nach einem anfänglichen 1:1 ging Taylor mit 5:1 in Führung und konnte diese auf 6:2 verteidigen. Anschließend gewann White noch einen Frame, doch Taylor gewann die nächsten beiden Frames mit zwei +50er-Breaks und einem 138er-Breaks und gewann somit das Turnier.
| Finale: Best of 15 Frames RTE Studios, Dublin, Irland, 17. September 1986                                           |                |             |
| Dennis Taylor | 8:3            | Jimmy White |
| 60:16 (59), 44:85, 77:52 (T. 52; W. 52), 75:0 (68), 64:25, 60:42, 6:101, 61:52, 46:86, 124:11 (66, 54), 138:0 (138) |                |             |
| 138 | Höchstes Break | 52          |
| 1 | Century-Breaks | –           |
| 6 | 50+-Breaks     | 1           |

## Century Breaks
Während des Turnieres spielte zwei Spieler jeweils ein Century Breaks:
- Dennis Taylor: 138
- Jimmy White: 131